# Masicera pavoniae
Masicera pavoniae là một loài ruồi trong họ Tachinidae.